# Eric Justin Toth
Eric Justin Toth (Hammond, 13 de fevereiro de 1982) é um criminoso sexual norte-americano condenado por possuir e produzir pornografia infantil. Em 10 de abril de 2012, Toth substituiu Osama bin Laden na lista dos dez foragidos mais procurados pelo FBI. Em 10 de abril de 2013, foi capturado em Estelí, na Nicarágua, e extraditado em 22 de abril de 2013 para os Estados Unidos.